# 凯德街道
凯德街道，是中华人民共和国贵州省铜仁市江口县下辖的一个街道办事处。
2013年12月9日，贵州省人民政府批复同意撤销双江镇建制，以原双江镇金钟村、明星村、凯市村、黑岩村、双岑村、白云村、大冲村等7个村和齐心村凯楼片区地域为凯德街道行政区域，街道办事处驻金钟村。

## 行政区划
凯德街道下辖以下地区：
白云村、大冲村、双岑村、黑岩村、金钟村、明星村和凯市村。